# Brandberg (Totes Gebirge)
Der Brandberg  ist ein 1074 m ü. A. hoher Berg im Toten Gebirge im Gemeindegebiet von Grünau im Almtal am Nordostufer des Almsees. Seine steilen West- und Nordflanken fallen zum Almsee bzw. in die Hetzau ab. Die Südostflanke ist sanfter geneigt und fällt zum Tal des Vorderen Springbachs ab. Auf den Gipfel führt kein markierter Anstieg und er wird nur sehr selten besucht. Auf den vorgelagerten, 820 m ü. A. hohen, Nordwestpfeiler, auch als Almseeblick oder Gamskogel bezeichnet, führt ein unmarkierter Pfad von der Seeklause. Am Gipfel des NW-Pfeilers befindet sich ein Gipfelkreuz mit Gipfelbuch.